# Frente Popular para a Libertação da Palestina - Comando Geral
A Frente Popular para a Libertação da Palestina - Comando Geral (em árabe: الجبهة الشعبية لتحرير فلسطين - القيادة العامة) ou FPLP-CG é uma organização militante nacionalista palestina com sede na Síria.
Foi fundado em 1968 por Ahmed Jibril após se separar da Frente Popular para a Libertação da Palestina (FPLP) com base em alegações de que estava produzindo intelectuais impotentes e não estava a fazer nenhum progresso significativo em termos de luta armada para libertar a Palestina. Nas décadas de 1970 e 1980, esteve envolvida na insurgência palestina no sul do Líbano e lançou uma série de ataques contra soldados e civis israelenses; incluindo o massacre do autocarro escolar de Avivim (1970), o bombardeio do vôo 330 da Swissair (1970), o massacre de Kiryat Shmona (1974) e a Noite dos Planadores (1987).
Desde o final da década de 1980, a FPLP-CG tinha estado em grande parte inativa em atividades militares, mas ressurgiu durante a Guerra Civil Síria lutando ao lado da República Árabe Síria Ba'athista.
O grupo tem uma ala paramilitar chamada Brigadas Jihad Jibril.

## Passado
Jibril juntou-se a George Habash em 1967 como um parceiro mais ou menos igual na liderança da PFLP. Quando ele rapidamente se cansou da falta de iniciativa do grupo em campo, ele ainda foi capaz de sair, mantendo uma quantidade significativa de seus apoiadores anteriores. Um de seus inimigos mais odiados dentro do grupo, Naif Hawatmeh, involuntariamente deu-lhe o pretexto: Enquanto Jibril lutava com Habash sobre por que a Frente Popular era tão dependente da discussão teórica em vez da luta armada, Hawatmeh tentou influenciar a FPLP na direção de uma ideologia tão esquerdista quanto possível. Em 1969 Hawatmeh se separou da FPLP e fundou a Frente Democrática para a Libertação da Palestina (FDLP) alegando que FPLP era demasiada focada na luta armada ao invés de ser ideologicamente focada.
Jibril decidiu que a teorização de Hawatmeh estava irritando a FPLP e produzindo uma organização de intelectuais impotentes, e declarou isso quando formou o Comando Geral. Habash, afirmou ele, havia se tornado uma marionete para os professores do exílio, a elite entre os refugiados que eram bem-educados e ricos, mas pregava a revolução de classe para as massas nos campos.

## História

### Formação
O FPLP-CG foi fundado em 1968 como um grupo dissidente apoiado pela Síria da Frente Popular para a Libertação da Palestina (PFLP). Foi - e ainda é - chefiado pelo Secretário-Geral Ahmed Jibril, também conhecido pela kunya "Abu Jihad" (não confundir com Khalil al-Wazir, o chefe do braço armado da Fatah que usava o mesmo nome de guerra), um ex-oficial militar do Exército Sírio que foi um dos primeiros líderes da FPLP. O FPLP-CG declarou que seu foco principal seria militar, não político, reclamando que o PFLP havia dedicado muito tempo e recursos ao filosofar marxista.
Embora o grupo fosse inicialmente membro da Organização para a Libertação da Palestina (OLP), sempre se opôs a Yasser Arafat e se opõe a qualquer acordo político com Israel; por isso nunca participou do processo de paz. O FPLP-CG deixou a OLP em 1974 para se juntar à Frente Rejeicionista, protestando contra o que viam como um movimento da OLP em direção a uma acomodação com Israel no Programa de Dez Pontos apoiado por Arafat do Conselho Nacional Palestino (PNC). Ao contrário da maioria das organizações envolvidas na Frente Rejeicionista, o FPLP-CG nunca retomou seu papel dentro da OLP.
Desde o início, o FPLP-CG concentrou-se mais nos meios do que nos fins. Eles nunca dependeram de uma plataforma política; a maioria de seus recrutas eram jovens, exilados, pobres, analfabetos e raivosos. O Comando Geral prometeu uma arma em cada mão e os meios para escrever sua própria narrativa em vez de ler e elogiar as dos outros, como faziam os exilados em melhores condições nas universidades da Europa.
Jibril ainda usava a disciplina de ferro para manter seus combatentes leais e profissionais, e os insurgentes do Comando Geral foram por décadas considerados os mais bem treinados de qualquer grupo guerrilheiro palestino. O que pode ter ajudado Jibril foi a deserção de Hawatmeh da FPLP em 1969 para formar a Frente Democrática Popular para a Libertação da Palestina (PDFLP, mais tarde sem o "Popular"), depois que Habash tentou compensar alguns dos problemas que causaram a saída de Jibril.

### Anos 1970 e 1980
Nas décadas de 1970 e 1980, o grupo realizou vários ataques contra soldados e civis israelenses e ganhou notoriedade por usar meios espetaculares. Depois de 1969, Habash não podia mais alegar que era o chefe da verdadeira organização, pois todos os três triunviratos originais do grupo agora estavam separados. No entanto, devido aos sucessos espetaculares da FPLP, incluindo os sequestros de Dawson's Field (setembro de 1970), o Massacre do Aeroporto de Lod (1971) e a coordenação com o grupo Setembro Negro apoiado pela Fatah nas mortes nas Olimpíadas de Munique (5 a 6 de setembro de 1972), Habash continuou a ser o primeiro entre iguais na Frente Rejeicionista, os grupos que recusaram qualquer acordo permanente em uma estrutura diferente da vitória militar.
De 1970 a 73, o grupo teve como alvo uma série de aeronaves; normalmente, os membros seduzem moças solteiras e lhes prometem uma vida de aventura e amor - muitas vezes enquanto as viciam em drogas - antes de pedir-lhes que carreguem algum dinheiro e um pacote misterioso em um voo para Tel Aviv. Enquanto as garotas presumiam que estavam ajudando seus "namorados" a passar drogas, elas, sem saber, carregavam explosivos.
Em 21 de fevereiro de 1970, o grupo usou seus primeiros gatilhos barométricos para detonar dois aviões em vôo quase simultaneamente. Um voo da Swissair para Tel Aviv que caiu no Cantão de Aargau, matando 41, e um voo da Austrian Airlines de Frankfurt para Tel Aviv, que na verdade não conseguiu destruir a aeronave, que fez um pouso de emergência. O FPLP-CG também foi responsável pelo massacre do ônibus escolar de Avivim em 1970 e o massacre de Kiryat Shmona em 1974.
Jibril se concentrou em conquistar uma participação no recrutamento da OLP nos campos de refugiados libaneses. Enquanto a Fatah absorveu enormes baixas na Guerra do Líbano em 1982, o Comando Geral conseguiu sobreviver e, no final, reteve a maior parte de sua força de trabalho anterior.
Em um de seus ataques mais famosos, um guerrilheiro da FPLP-CG pousou uma asa delta motorizada (aparentemente fornecida pela Líbia) perto de um acampamento do exército israelense perto de Kiryat Shemona no norte de Israel em 25 de novembro de 1987. Ele conseguiu matar seis soldados e feriu vários outros, antes de ser morto a tiros. A ação foi vista por alguns como o catalisador para a erupção da Primeira Intifada.
O FPLP-CG não esteve envolvido em grandes ataques contra alvos israelenses desde o início de 1990, mas supostamente cooperou com os guerrilheiros do Hezbollah no sul do Líbano.
Apoiadores do Líbio condenado pelo atentado de Lockerbie sugeriram que o PFLP-GC foi de fato o responsável.

### Anos 1990 e 2000
Após a ascensão do Hamas na Primeira Intifada de 1987-1991 entre os palestinos que viviam na Cisjordânia e na Faixa de Gaza, Jibril encontrou um aliado capaz em resistir à tendência iniciada pelo líder do Fatah, Yasser Arafat, de um acordo negociado para o conflito israelense-palestino. Naquela época, a Frente Rejeicionista era composta principalmente de grupos de esquerda, entre eles a PFLP, DFLP, Comando Geral, PLF e várias outras pequenas facções. No entanto, os membros desses grupos de OLP eram limitados em sua capacidade de enfrentar a Fatah, que nunca perdeu sua supremacia dentro da organização guarda-chuva. O único grupo que travou atrito ininterrupto contra Arafat foi o Conselho Revolucionário da Fatah liderado pelo rebelde linha-dura Sabri al-Banna (mais conhecido como Abu Nidal), que era visto por outras organizações palestinas não tanto como um guerrilheiro, mas como um puro criminoso com nada superior. objetivo do que depor os moderados à frente da OLP.
Embora muitos palestinos ainda se opusessem a transigir no princípio de derrotar Israel pela luta armada, os grupos existentes não puderam canalizar seus desejos, já que muitos deles eram liderados pela elite entre a população exilada, que estava desligada da realidade dos refugiados campos, sejam eles na Cisjordânia e Gaza, Líbano, Síria ou Jordânia. Muitos líderes de grupos palestinos viviam em acomodações luxuosas em todo o Bloco Oriental, Europa ou vários estados árabes, especialmente Síria, Iraque e Líbia. Jibril insistiu exclusivamente em viver em um bunker de segurança especialmente projetado nas montanhas do Líbano, um terreno acidentado que estava mais em sintonia com a imagem de um líder guerrilheiro do que as mansões de Arafat em Túnis.
Com o surgimento do Hamas e da Jihad Islâmica ao longo da década de 1980, Jibril provou ser mais capaz de lidar com o problema do que Habash e seus outros aliados na Frente Rejeicionista. Isso foi possibilitado por um fator que nada tinha a ver com suas habilidades ou crenças: enquanto Habash era um grego ortodoxo e Hawatmeh um cristão grego-católico, Jibril era muçulmano.
Ao longo da década de 1980, o Comando Geral cooperou ativamente com o grupo paramilitar Hezbollah (formado principalmente por muçulmanos xiitas) dedicado à luta armada contra Israel, bem como com a Síria e o Irã, que financiam e armam o Hamas e a Jihad Islâmica Palestina. Em meados da década de 1990, Jibril realizou conferências com esses grupos em Teerã e Damasco a fim de conseguir uma coordenação mais estreita das atividades, embora sua organização permanecesse pequena e suas próprias ações estivessem mais preocupadas em ajudar o Hezbollah e conseguir uma retirada israelense do sul do Líbano. Os israelenses nunca esqueceram as façanhas espetaculares de Jibril, especialmente a Noite dos Planadores, e usaram uma variedade de operações para tentar matá-lo, nenhuma delas com sucesso, embora seu filho e herdeiro Jihad Ahmed Jibril tenha sido assassinado por um carro-bomba em 20 de maio de 2002, com a identidade dos assassinos desconhecida. Devido a essas atividades, o Comando Geral é considerado o mais linha-dura dos antigos grupos insurgentes e atualmente resiste aos Acordos de Oslo de suas bases na Síria e no Líbano.

### Guerra Civil Síria
Durante a guerra, o PFLP-FC apoiou o Exército Sírio na luta contra os rebeldes sírios em Yarmouk e arredores. No início da guerra, surgiram tensões em Yarmouk entre o PFLP-GC e residentes palestinos anti-governo. Em 5 de junho de 2011, vários residentes de Yarmouk foram mortos a tiros enquanto protestavam na fronteira israelense. Supostamente irritados com a recusa do PFLP-GC em participar dos protestos, milhares de enlutados incendiaram sua sede em Yarmouk. Membros da PFLP-GC atiraram na multidão, matando 14 palestinos e ferindo 43.
Em 3 de agosto de 2012, 21 civis foram mortos quando o exército sírio bombardeou Yarmouk. O presidente palestino Mahmoud Abbas condenou o Exército Sírio por bombardear o campo e repreendeu o PFLP-GC por arrastar os palestinos para o conflito.
Em 5 de dezembro de 2012, eclodiram combates em Yarmouk entre o Exército Sírio e a FPLP-CG de um lado e os rebeldes sírios do outro. Os rebeldes incluíam o Exército Livre da Síria (FSA) e um grupo formado por palestinos, chamado Liwa al-Asifa ou Brigada de Tempestade. Em 17 de dezembro, os rebeldes conquistaram o controle de Yarmouk. Posteriormente, o governo e os representantes rebeldes concordaram que todos os grupos armados deveriam retirar-se de Yarmouk e deixá-la como zona neutra. O acordo também previa que a FPLP-CG deveria ser desmontada e suas armas entregues. No entanto, um porta-voz da pró-rebelde Palestine Refugee Camp Network disse, "a implementação da trégua tem sido problemática" por causa do bombardeio "intermitente" do governo em Yarmouk e confrontos em seus arredores.
Muitos combatentes da PFLP-GC supostamente desertaram para os rebeldes. Um comandante da FPLP-CG disse: "Senti que nos tornamos soldados do regime de Assad, não guardas dos campos, então decidi desertar". Ele afirmou que as forças do governo ficaram de lado e assistiram enquanto o FPLP-CG lutava contra os rebeldes, sem ajudar os palestinos. Ahmed Jibril supostamente fugiu de Damasco para a cidade mediterrânea de Tartous. Grupos de esquerda palestinos - incluindo a Frente Popular para a Libertação da Palestina (FPLP), o maior grupo esquerdista palestino - repreendeu Jibril e o FPLP-GC. Um funcionário da PFLP disse: "Todos sabem o verdadeiro tamanho da FPLP-CG. Eles não são representativos dos palestinos". Outro disse que Jibril "nem mesmo pertence à esquerda palestina. Ele está mais próximo dos grupos extremistas de direita do que dos revolucionários de esquerda". Em 18 de dezembro, o Conselho Nacional Palestino (PNC) denunciou Jibril, dizendo que iria expulsá-lo por seu papel no conflito.

## Relações internacionais da PFLP-GC

### Síria
No início da Guerra Civil Síria em 2011, o PFLP-GC era um aliado do governo da Síria liderado pelo Partido Ba'ath. O FPLP-CG era baseado no Campo de Yarmouk - um distrito de Damasco que abriga a maior comunidade de refugiados palestinos na Síria. Vários membros do comitê central do FPLP-CG se opuseram a esta aliança com o governo Assad e renunciaram em protesto.

### Líbano
Seu papel no Líbano depois que o Exército Sírio deixou o Líbano em 2005 (ver Revolução do Cedro) é incerto, e ele esteve envolvido em uma série de confrontos com as forças de segurança libanesas. No final de outubro de 2005, o Exército libanês cercou os campos do FPLP-CG em um impasse tenso, depois que as autoridades libanesas alegaram que o FPLP-CG estava recebendo armas sírias na fronteira. O grupo tem sofrido críticas ferozes dentro do Líbano, acusado de agir em nome da Síria para incitar a agitação.

### Designações da PFLP-GC como organização terrorista
| País        | Data                 |
| Canadá      | N/D                  |
| Reino Unido | Junho de 2014        |
| Japão       | 2002                 |
| EUA         | 8 de outubro de 1997 |